# Eduard Pană
Eduard Pană, född 28 maj 1944 i Brănești, Ilfov, är en rumänsk ishockeyspelare. Efter sin aktiva spelarkarriär tjänstgjorde han under några år som generalsekreterare i rumänska ishockeyförbundet.
Pană deltog i den olympiska ishockeyturneringen i Innsbruck år 1976 där Rumänien fick en sjundeplats. Innan dess hade han deltagit i två olympiska vinterspel, 1964 och 1968, med två tolfteplatser för Rumänien som resultat. Han spelade för CS Dinamo București i Liga Națională de hochei.
Pană valdes 1998 in i Internationella Ishockeyförbundets Hall of Fame.